# یاتسوخوو
یاتسوخوو (به لاتین: Jacochów) یک روستا در لهستان است که در گمینا ماکوو واقع شده‌است.